# Réjean Genois
Réjean Genois (Québec, 30 dicembre 1952) è un ex tennista canadese.

## Carriera
È stato il tennista canadese con la migliore classifica mondiale nel 1976 e 1978 nonché il primo canadese ad entrare nella top-100 mondiale, ha rappresentato il proprio paese in Coppa Davis dal 1974 al 1983 ottenendo tredici vittorie e quattordici sconfitte tra singolare e doppio.
Nei tornei dello Slam ha raggiunto il terzo turno agli US Open 1978 sconfiggendo all'esordio la testa di serie numero 10, lo statunitense Sandy Mayer.
Dal 1989 è presidente della Québec Tennis Federation ed è stato introdotto nella Tennis Canada Hall of Fame nel 1999.